# Gabriella Wilde
Gabriella Wilde (Basingstoke, 8 april 1989), eigenlijke naam Gabriella Zanna Vanessa Anstruther-Gough-Calthorpe, is een Brits actrice en model.
Gabriella is een dochter van de ondernemer John Anstruther-Gough-Calthorpe en voormalig model Vanessa Hubbard. Ze ging naar school in Winchester en Berkshire. Al op 14-jarige leeftijd deed ze modellenwerk.

## Carrière
Na haar schooltijd ging ze werken als model. Wilde geldt als internationaal topmodel met foto's in Vogue, Cosmopolitan en InStyle. Ze was het gezicht van reclamecampagnes van onder andere Lacoste, Puma en Burberry.
Wilde had haar debuut als actrice in de avonturenkomedie St Trinian's 2: The Legend of Fritton's Gold uit 2009. In 2010 speelde ze een rol in een aflevering van de televisieserie Doctor Who. In 2011 werd ze bekend bij het internationale publiek door haar vertolking van Constance Bonacieux in The Three Musketeers.

## Filmografie
- 2009: St Trinian's 2: The Legend of Fritton's Gold
- 2010: Doctor Who (televisieserie)
- 2011: The Three Musketeers
- 2013: Carrie
- 2014: Endless Love
- 2014: Squatters
- 2016-2019: Poldark (televisieserie)